# Campeonato Mundial de Escalada de 1995
El III Campeonato Mundial de Escalada se celebró en Ginebra (Suiza) el 6 de mayo de 1995 bajo la organización de la Federación Internacional de Escalada Deportiva (IFSC) y la Federación Helvética de Deportes de Escalada.

## Medallistas

### Masculino
| Evento     | Oro                        | Plata                          | Bronce                       |
| ---------- | -------------------------- | ------------------------------ | ---------------------------- |
| Dificultad | François Legrand Francia   | Arnaud Petit Francia           | Elie Chevieux · Suiza        |
| Velocidad  | Andrei Vedenmeer · Ucrania | Milan Benian · República Checa | Vladimir Netsvetayev · Rusia |

### Femenino
| Evento     | Oro                             | Plata                  | Bronce                    |
| ---------- | ------------------------------- | ---------------------- | ------------------------- |
| Dificultad | Robyn Erbesfield Estados Unidos | Laurence Guyon Francia | Liv Sansoz Francia        |
| Velocidad  | Natalie Richer Francia          | Cécile Avezou Francia  | Renata Piszczek · Polonia |

## Medallero
| Núm. | País            | Oro | Plata | Bronce | Total |
| ---- | --------------- | --- | ----- | ------ | ----- |
| 1    | Francia         | 2   | 3     | 1      | 6     |
| 2    | Estados Unidos  | 1   | 0     | 0      | 1     |
| 2    | Ucrania         | 1   | 0     | 0      | 1     |
| 4    | República Checa | 0   | 1     | 0      | 1     |
| 5    | Polonia         | 0   | 0     | 1      | 1     |
| 5    | Rusia           | 0   | 0     | 1      | 1     |
| 5    | Suiza           | 0   | 0     | 1      | 1     |
|      | TOTAL           | 4   | 4     | 4      | 12    |